# Hermann Volk
Hermann Volk (27 de dezembro de 1903 — 1 de julho de 1988) foi um cardeal alemão, bispo de Mogúncia.

## Biografia
Filho de Franz Volk e Catharina Josepha Kaiser, fez a educação básica em Steinheim e a secundária, em Hanau. Depois foi para o Seminário de Mogúncia, onde estudou filosofia e teologia por quatro anos. Foi para Universidade de Münster, depois para a Universidade de Friburgo, na Suíça, 1935-1938 (doutorado em filosofia; tese: "Die Kreaturauffassung von Karl Barth"; doutorado em teologia; tese: "Emil Brun-ceiros Lehre von der ursprünglichen Gottesebenbildlichkeit des Menschen").
Foi ordenado em 2 de abril de 1927, por Ludwig Maria Hugo, Bispo de Mogúncia. Foi professor assistente de teologia na Universidade de Münster, entre 1945-1946, professor entre 1946-1962 e reitor da universidade, no biênio 1954-1955. Prelado doméstico de Sua Santidade, em 25 de fevereiro de 1962. Foi eleito Bispo de Mogúncia pelo capítulo da catedral em 3 de março de 1962.
Confirmado como bispo em 25 de março de 1962, foi consagrado em 5 de junho de 1962, na Catedral de Mogúncia, por Hermann Schäufele, arcebispo de Freiburg im Breisgau, assistido por Karl Leiprecht, bispo de Rottenburg, e por Joseph Reuss, bispo-titular de Sinope, bispo-auxiliar de Mogúncia. Participou do Concílio Vaticano II. Conhecido como um defensor do ecumenismo, o bispo dedicou-se a conciliar a Igreja Católica e as comunidades protestantes.
Criado cardeal-presbítero no Consistório Ordinário Público de 1973, realizado em 5 de março, recebeu o barrete vermelho e o título de Santos Fabiano e Venâncio na Villa Fiorelli. Resignou ao governo da diocese em 27 de dezembro de 1982.
Faleceu em Mogúncia em 1 de julho de 1988. Está sepultado na Catedral de Mogúncia.

## Conclaves
- Conclave de agosto de 1978 - participou da eleição do Papa João Paulo I
- Conclave de outubro de 1978 - participou da eleição do Papa João Paulo II